# René Chauvet
René Chauvet (Perpinyà, 17 de gener del 1900 - Perpinyà, 24 de novembre del 1984) va ser un polític socialista nord-català, alcalde de Naüja del 1968 al 1983.

## Biografia
Era fill d'Horaci Chauvet (Perpinyà, 1873 - 1962), escriptor, historiador i periodista rossellonès, i descendia d'una familia amb arrels a la Roca d'Albera que s'havia significat políticament. El seu avi Jean Chaubet va ser breument alcalde de la població abans de revoltar-se contra el cop d'estat de Lluís Napoleó Bonaparte que derrocà la Segona República Francesa, i haver-se d'exiliar; i el germanastre d'aquest, Joseph Chaubet, va ser alcalde de la Roca entre 1850 i 1854. El germà d'en René, Lluís Chauvet (Perpinyà, 1906 - Menocourt, Illa de França, 1981), va ser escriptor i periodista.
Després de la guerra exercí de professor de castellà a Perpinyà, al "Collège Moderne" i a l'institut de batxillerat (futur Liceu Aragó), fins que se'n jubilà el 1965.

### Actuació política
Seguint la tradició familiar d'esquerres, va militar a la SFIO fins al 1959 quan, enfrontat als punts de vista del secretari general Guy Mollet sobre la guerra d'Algèria, abandonà la formació. Juntament amb altres militants escindits, com Henri Noguères, participà en la fundació del Parti socialiste autonome (PSA) de què sembla que en fou el secretari general dels Pirineus Orientals; si més no, ho era el 1960 quan aquest es refundà en el Partit Socialista Unificat. Ocupà el càrrec de secretari federal del PSU pels Pirineus Orientals fins al setembre del 1964, quan dimití juntament amb diversos responsables nord-catalans, entre els quals Jules Gaspard de Bulaternera.
Chauvet es presentà a les eleccions municipals de Perpinyà del 8 i 15 de març del 1959 per la llista d'esquerres, batuda per la candidatura de Paul Alduy. Concorregué novament a les eleccions pel cantó de Montlluís del 4 i 11 de juny del 1961 (que guanyà Vincent Chicheil), a les del cantó de Perpinyà-Est del 8 i 15 de març del 1964 (que guanyà Paul Alduy) i a les municipals de Perpinyà del 14 de març del 1965, sense èxit en cap cas. En jubilar-se, abandonà també l'alta política departamental. Al gener del 1968 es presentà, i sortí escollit, a una elecció parcial per renovar el consell municipal de Naüja, un petit poble de l'Alta Cerdanya on la seva esposa tenia vincles familiars. Al mateix any hi reemplaçà l'alcalde Gaston Mirouse, que havia dimitit, i romangué a l'alcaldia fins al 1983, quan no es presentà a reelecció.